# Ushigome

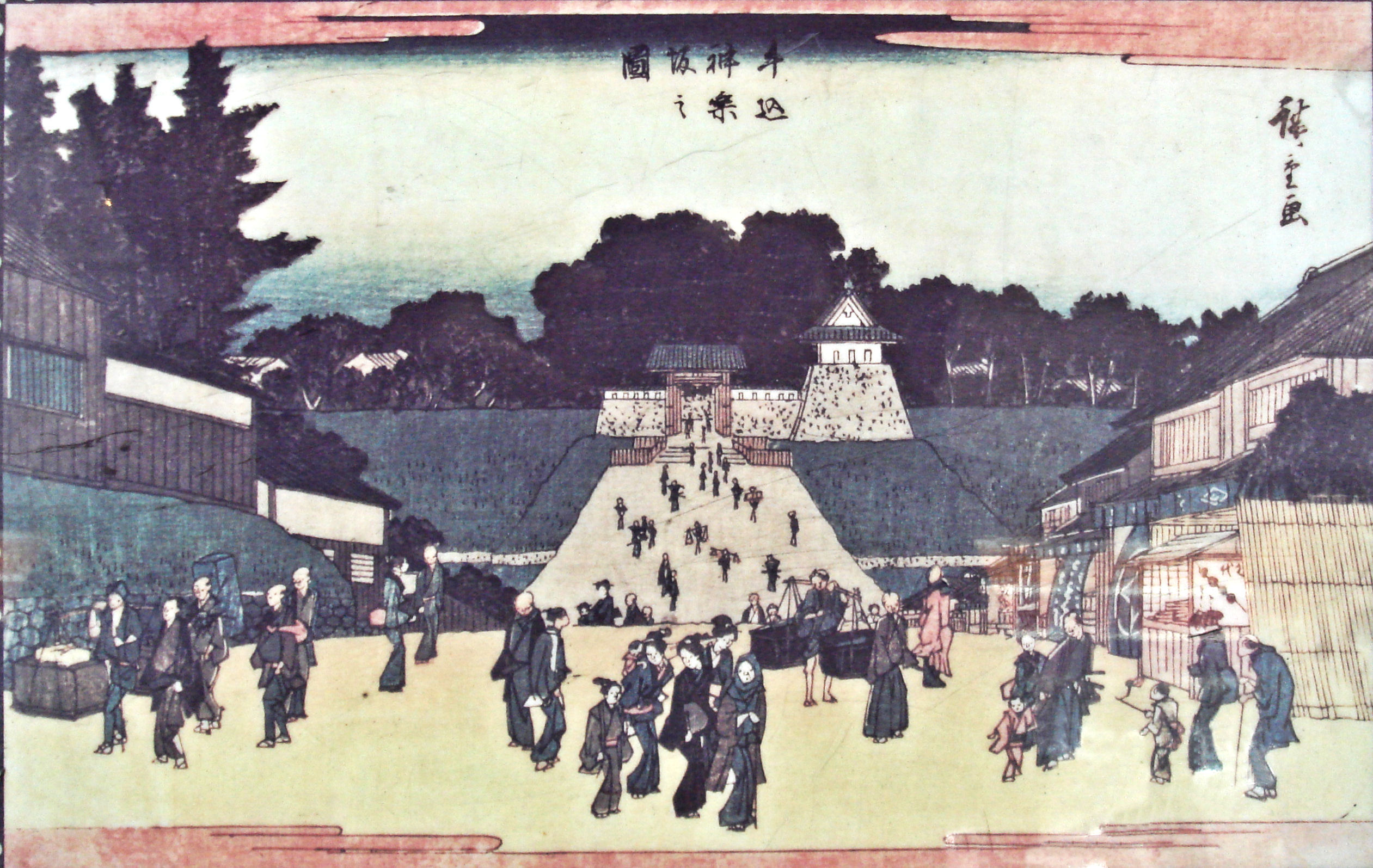
Vue de Kagurazaka et du pont d'Ushigome vers le château d'Edo (牛込神楽坂の図) par Utagawa Hiroshige, 1840.

 (juillet 2025).
Si vous disposez d'ouvrages ou d'articles de référence ou si vous connaissez des sites web de qualité traitant du thème abordé ici, merci de compléter l'article en donnant les références utiles à sa vérifiabilité et en les liant à la section « Notes et références ».
Ushigome (牛込) est le nom d'un quartier de l'arrondissement de Shinjuku à Tokyo, et un ancien arrondissement (牛込区, Ushigome-ku) de l'ancienne ville de Tokyo.

## Endroits nommés d'après Ushigome
- Pont Ushigome, adjacent à la gare d'Iidabashi
- Fossé Ushigome, fossé situé entre la gare d'Iidabashi et la gare d'Ichigaya. Il fait partie de la frontière entre les arrondissements de Shinjuku et de Chiyoda
- Ushigome Mitsuke, un des 36 mitsukes du château d'Edo, se trouvait sur le côté Chiyoda du pont d'Ushigome. Il n'en reste à présent que des ruines.
- Stations de métro Ushigome-Kagurazaka et Ushigome-Yanagichō.